# Alessandro Costacurta
Alessandro Costacurta (Orago, 1966. április 24. –) olasz labdarúgó, edző.

## Pályafutása

### Játékosként
A Milan felnőttcsapatának már 1985-től tagja volt, bemutatkozására azonban egészen a következő idényig várni kellett. Mivel kevés játéklehetőséget kapott, nem sokkal bemutatkozása után kölcsönadták az akkor harmadosztályú Monzának. Itt harminc mérkőzésen, vagyis a bajnokság szinte minden egyes fordulójában pályára léphetett.
Visszatérése utáni első idényében hét bajnokin és egy kupamérkőzésen kapott lehetőséget a Milanban. Ekkor a lombard klub, az újonnan kinevezett Arrigo Sacchi irányításával megszerezte tizenegyedik bajnoki címét. A következő idényben már jóval több játéklehetőséget kapott, tavasszal pedig kezdőként pályára léphetett első BEK-döntőjében is, amelyet a Milan a Steaua București ellen 4–0-ra nyert meg.
Az 1989-90-es szezonban Costacurta megszerezte pályafutása második bajnoki címét, második BEK-győzelmét, valamint a Milan az ő részvételével elhódította az az évi interkontinentális kupát is. Ebben az évben megszerezte pályafutása első gólját a felnőttcsapat színeiben, a városi rivális Internazionale elleni vesztes rangadón.
1990-ben ismét megnyerte az interkontinentális kupát, majd részese volt csapata 1991-től 1996-ig tartó sikersorozatának, amikor az öt szezonból négyszer a Milan végzett az élen. Az együttes ezalatt az időszak alatt a Bajnokok Ligájában is diadalmaskodni tudott (1993-94), valamint háromszor megnyerte az olasz szuperkupát is.
Az Óscar Tabárez fémjelezte időszak egy kevésbé sikeres időszak kezdetét jelentette. 1998-ig még három edző váltotta egymást a kispadon, majd Alberto Zaccheronival 1999-ben három év után ismét scudettónak örülhettek a klubnál. Costacurta ekkor már a helyettes csapatkapitányi tisztet töltötte be.
2000-től kezdődően fokozatosan egyre kevesebb játéklehetőséget kapott kora miatt, azonban még a 2003-04-es bajnoki cím és Bajnokok Ligája-győzelem idején, közel 38 évesen is az első számú cserének számított, és a mérkőzések közel felén még ekkor is pályára lépett.
2007 májusában, 41 évesen jelentette be visszavonulását. Utolsó mérkőzésén, az Udinese ellen, tizenegyesből megszerezte harmadik gólját. Érdekesség, hogy második és harmadik gólja között tizenöt év telt el. Lecserélésekor hatalmas tapsot kapott a San Siro közönségétől.
41 évével és 25 napjával a bajnokság történetének legidősebb gólszerzője, egyben legidősebb mezőnyjátékosa lett. Nála idősebb korban csak kapusok (Marco Ballotta, 44 év, 38 nap, Alberto Fontana, 41 év, 297 nap, Francesco Antonioli, 41 év, 243 nap, Dino Zoff, 41 év, 76 nap) szerepeltek bajnoki mérkőzésen. A BL-ben ugyancsak magáénak tudhatja a legidősebb mezőnyjátékos címet, 2006-ban, az AÉK elleni összecsapáson 40 éves és 213 napos volt (a rekord itt is Ballotta nevéhez fűződik). A Milannál töltött 20 éve alatt összesen 662 mérkőzésen lépett pályára (458 bajnoki, 78 kupa-, 78 nemzetközi kupa-, öt interkontinentális kupa-, 6 olasz szuperkupa-, valamint 7 európai szuperkupa-mérkőzés). Első gólját 1990. március 13-án az Internazionale, másodikat 1991. november 3-án a Roma, a harmadik, egyben utolsót pedig 2007. május 19-én, az Udinese ellen szerezte. A klub történetének harmadik legtöbb mérkőzésen pályára lépő játékosa Paolo Maldini (902) és Franco Baresi (719) után.
A válogatottban 1991 és 1998 között ötvenkilenc mérkőzésen kapott lehetőséget, első mérkőzésére 1991. november 13-án, Norvégia ellen került sor. Ezeken két gólt szerzett, Írország és Szlovénia ellen. Játszott az 1994-es vb-n, az 1996-os Eb-n, valamint az 1998-as vb-n is. Legjobb eredménye az 1994-es vb-ezüstérem.

### Edzőként
Szinte rögtön visszavonulása után Carlo Ancelotti segédje lett, majd 2008 nyarán megszerezte az UEFA prolicencét is. Nem sokkal később rendkívül közel állt a megegyezéshez a Pisa vezetőségével, ezt azonban nem sokkal a szerződés aláírása előtt családi okokra hivatkozva visszavonta.
Első vezetőedzői munkáját 2008. november 27-én, a Mantovánál kapta. Az itt töltött időszak nem volt túl sikeres, ugyanis már februárban lemondásra kényszerült a gyenge eredmények miatt.

## Pályafutása statisztikái

### Klub
| Szezon             | Klub               | Bajnokság          | Bajnoki | Bajnoki | Kupa  | Kupa | Európa | Európa | Egyéb | Egyéb | Összesen | Összesen |
| Szezon             | Klub               | Bajnokság          | Mérk.   | Gól     | Mérk. | Gól  | Mérk.  | Gól    | Mérk. | Gól   | Mérk.    | Gól      |
| ------------------ | ------------------ | ------------------ | ------- | ------- | ----- | ---- | ------ | ------ | ----- | ----- | -------- | -------- |
| 1986-87            | Milan              | Serie A            | 0       | 0       | 2     | 0    | -      | -      | -     | -     | 2        | 0        |
| 1986-87            | Monza              | Serie C1           | 30      | 0       | -     | -    | -      | -      | -     | -     | 30       | 0        |
| 1987-88            | Milan              | Serie A            | 7       | 0       | 1     | -    | -      | -      | -     | -     | 8        | 0        |
| 1988-89            | Milan              | Serie A            | 26      | 0       | 7     | 0    | 7      | 0      | 1     | 0     | 41       | 0        |
| 1989-90            | Milan              | Serie A            | 26      | 1       | 3     | 0    | 10     | 0      | 1     | 0     | 40       | 1        |
| 1990-91            | Milan              | Serie A            | 25      | 0       | 3     | 0    | 6      | 0      | 1     | 0     | 35       | 0        |
| 1991-92            | Milan              | Serie A            | 30      | 1       | 6     | 0    | 0      | 0      | -     | -     | 36       | 1        |
| 1992-93            | Milan              | Serie A            | 31      | 0       | 6     | 0    | 10     | 0      | 1     | 0     | 48       | 0        |
| 1993-94            | Milan              | Serie A            | 30      | 0       | 2     | 0    | 13     | 0      | 2     | 0     | 47       | 0        |
| 1994-95            | Milan              | Serie A            | 27      | 0       | 3     | 0    | 8      | 0      | 2     | 0     | 40       | 0        |
| 1995-96            | Milan              | Serie A            | 30      | 0       | 3     | 0    | 7      | 0      | -     | -     | 40       | 0        |
| 1996-97            | Milan              | Serie A            | 30      | 0       | 3     | 0    | 5      | 0      | 1     | 0     | 39       | 0        |
| 1997-98            | Milan              | Serie A            | 29      | 0       | 8     | 0    | 0      | 0      | -     | -     | 37       | 0        |
| 1998-99            | Milan              | Serie A            | 29      | 0       | 3     | 0    | 0      | 0      | -     | -     | 32       | 0        |
| 1999-00            | Milan              | Serie A            | 27      | 0       | 2     | 0    | 5      | 0      | 1     | 0     | 35       | 0        |
| 2000-01            | Milan              | Serie A            | 18      | 0       | 2     | 0    | 9      | 0      | -     | -     | 29       | 0        |
| 2001-02            | Milan              | Serie A            | 21      | 0       | 3     | 0    | 7      | 0      | -     | -     | 31       | 0        |
| 2002-03            | Milan              | Serie A            | 18      | 0       | 5     | 0    | 10     | 0      | -     | -     | 33       | 0        |
| 2003-04            | Milan              | Serie A            | 22      | 0       | 5     | 0    | 8      | 0      | 1     | 0     | 36       | 0        |
| 2004-05            | Milan              | Serie A            | 14      | 0       | 3     | 0    | 5      | 0      | -     | -     | 22       | 0        |
| 2005-06            | Milan              | Serie A            | 15      | 0       | 3     | 0    | 3      | 0      | -     | -     | 21       | 0        |
| 2006-07            | Milan              | Serie A            | 3       | 1       | 5     | 0    | 3      | 0      | -     | -     | 11       | 1        |
| Milan összesen     | Milan összesen     | Milan összesen     | 458     | 3       | 78    | 0    | 116    | 0      | 11    | 0     | 663      | 3        |
| Karrierje összesen | Karrierje összesen | Karrierje összesen | 488     | 3       | 78    | 0    | 116    | 0      | 11    | 0     | 693      | 3        |

### Válogatott
| Olaszország |    |   |
| 1991        | 2  | 0 |
| 1992        | 8  | 1 |
| 1993        | 5  | 0 |
| 1994        | 14 | 1 |
| 1995        | 5  | 0 |
| 1996        | 6  | 0 |
| 1997        | 11 | 0 |
| 1998        | 8  | 0 |
| Összesen    | 59 | 2 |

## Sikerei, díjai
- Serie A:
  - Győztes (7): 1987-88, 1991-92, 1992-93, 1993-94, 1995-96, 1998-99, 2003-04
  - Második (3): 1989-90, 1990-91, 2004-05
- Coppa Italia:
  - Győztes (1): 2002-03
  - Döntős (2): 1989-90, 1997-98
- Supercoppa:
  - Győztes (5): 1988, 1992, 1993, 1994, 2004
  - Döntős (5): 1996, 1999, 2003
- BEK/BL:
  - Győztes (5): 1988-89, 1989-90, 1993-94, 2002-03, 2006-07
  - Döntős (3): 1992-93, 1994-95, 2004-05
- UEFA-szuperkupa:
  - Győztes (4): 1989, 1990, 1994, 2003
- Interkontinentális kupa:
  - Győztes (2): 1989, 1990

## Magánélet
Felesége a korábbi Miss Italia, Martina Colombari. Egy gyermekük van, Achille.